# Albert Larsson
Albert Lorentz Larsson (4. november 1869 i Malmø - 31. august 1952 sammesteds) var en svensk maler.
Han studerede under blandt andre P.S. Krøyer i København og har fortrinsvis malet stemningslandskaber. I Malmø Kunstmuseum findes Gaard i Skumring, i Gøteborgs Kunstmuseum Maaneskin, i Konviktoriet i Lund Sommernat. Flere af hans fint og nænsomt gennemførte arbejder sås på den svenske kunstudstilling i København 1916.